# Chianciano Terme
Chianciano Terme so občina v [[pokrajini Siena v italijanski deželi Toskana, približno 90 kilometrov jugovzhodno od Firence in približno 50 kilometrov jugovzhodno od Siene. Leži se med dolinama Valdichiana in Val d'Orcia.
Chianciano Terme mejijo na naslednje občine: Chiusi, Montepulciano, Pienza, Sarteano

## Zgodovina
Zgodovina Chianciano Terme sega v 5. stoletje pred našim štetjem, ko so Etruščani zgradili tempelj, posvečen bogu dobrega zdravja, blizu izvirov Silene, kjer danes stoji novejša četrt Chianciano (četrt Terme).
Novice o zdravilni moči Chianciano izvira so postale dobro znane že v mskih časih, saj je Horacij v 1. stoletju pred našim štetjem obiskal območje po nasvetu svojega zdravnika. Na območju v bližini termalnih kopeli so bile zgrajene luksuzne rimske vile.
Arheoloških dokazov o veliki dejavnosti v srednjem veku je malo, vendar je Chianciano do 12. in 13. stoletja pripadal grofom Manenti, lordom iz Sarteana. Položaj naselja blizu Via Francigena (glavna povezava med Rimom in Francijo) je spodbudil razvoj in Chianciano je dosegel stopnjo sodne avtonomije do leta 1287, ko je sprejel svoj statut.
V 14. stoletju sta se mestni državi Orvieto in Siena potegovali zanj, končna zmagovalka pa je bila Siena.
Prva desetletja 20. stoletja so območja okoli izvirov (četrt'Terme) pritegnila pozornost gradbenih investitorjev. Med letoma 1920 in 1930 so bile zgrajene neoklasicistične ustanove s pompejanskimi stolpi, nato uničene leta 1940, ko so oblast nadzorovali fašisti. Medtem ko je bilo mesto pod državnim nadzorom, sta nov mestni načrt zasnovala arhitekta Loreti in Marchi, ki sta zasnovala tudi nekaj zdravilišč v parku Acqua Santa. Mestni tehnični urad Chianciano je mestni načrt leta 1958 prilagodil in sprejel leta 1961.

## Znamenitosti
Današnje naselje Chianciano Terme ima dve različni področji. Chianciano Vecchia (star Chianciano) leži na vrhu majhnega hriba. Porta Rivellini so s svojo elegantno renesančno strukturo glavna vrata v mesto na koncu Via Dante. V nasprotju s tem je moderna četrt, Terme, katerih jedro je zraslo okoli termalnih vrelcev in se razteza proti severu v obliki polmeseca vzdolž Vale della Libertà proti starejšemu mestu.
Cerkev Immacolata, ki je bila obnovljena leta 1588 po florentinskem zasedbi Siene, je nekoč hranila slike Oznanjenje Niccolòja Bettija, Sveta družina Galgana Perpignanija in fresko Madona miru, ki je bila pripisana Luci Signorelliju. Ta dela so trenutno v muzeju kolegijski cerkve sv. Janeza Krstnika, romansko-gotski zgradbi z opaznim portalom. V njem sta freska Sveti prizori (16. stoletje), razpelo iz 14. stoletja in leseni Mrtvi Kristus Giuseppeja Palearija (1783). Cerkev Madona della Rosa je dobila ime (Madona vrtnica) po freski, ki prikazuje, kako Devica daje vrtnico otroku, delo sienskega mojstra iz 15. stoletja. Tudi iz sienske umetniške šole je Madonna delle Carceri (14. stoletje).
Danes četrt Terme sodi med najboljša zdravilišča v Italiji s svojimi parki, številnimi hoteli in predvsem s svojo terapevtsko vodo, za katero velja, da očisti jetra s povečanjem proizvodnje in izločanja jetrnega žolča. Med vidnejšimi spaji so Acqua Santa, Acqua Fucoli, Acqua Sillene, Acqua Santissima (ki se oglašujejo tudi kot zdravilišče za tiste z dihalnimi težavami) in Acqua Sant'Elena (ki oglašuje, da kalcikalno-alkalni bikarbonat v svoji vodi lahko zdravli težave z ledvicami in sečili).
Umetniški muzej Chianciano je zanimiv tudi z veliko zbirko sodobne in starodavne umetnosti, vključno s številnimi kosi zgodovinskega pomena. Pohvalili so ga umetniški časopisi in časopisi po vsem svetu, vključno z New York Timesom.

## Mednarodni odnosi
Chianciano Terme so pobratene z: 
- Mariánské Lázně, Češka

## Galerija
- Chianciano Terme
- Staro mesto
- Cerkev Madonna della Rosa
- Stari stolp
- Villa Simoneschi